# G d's Pee AT STATE'S END!
G_d’s Pee AT STATE’S END! is het zevende album van de Canadese post-rockband Godspeed You! Black Emperor. Frank Provoost omschreef het album in het NRC Handelsblad als een "anarchistische oorlogsverklaring".

## Nummers
1. "A Military Alphabet (five eyes all blind) (4521.0kHz 6730.0kHz 4109.09kHz) / Job’s Lament / First of the Last Glaciers / where we break how we shine (ROCKETS FOR MARY)" – 20:22
2. "Fire at Static Valley" – 5:58
3. "“GOVERNMENT CAME” (9980.0kHz 3617.1kHz 4521.0 kHz) / Cliffs Gaze / cliffs’ gaze at empty waters’ rise / ASHES TO SEA or NEARER TO THEE – 19:48
4. "OUR SIDE HAS TO WIN (for D.H.)" – 6:30

## Bezetting

### Godspeed You! Black Emperor (god’s pee)
- Thierry Amar – basgitaar, contrabas
- David Bryant – elektrische gitaar, synthesizer
- Aidan Girt – zittende en staande drums
- Timothy Herzog – zittende en staande drums, glockenspiel
- Karl Lemieux – 16mm-filmprojecties
- Philippe Leonard – 16mm-filmprojecties
- Efrim Menuck – elektrische gitaar, synthesizer, radio
- Mike Moya – elektrische gitaar
- Mauro Pezzente – basgitaar
- Sophie Trudeau – viool, orgel

### Technisch personeel
- Jace Lasek – opnames, mix
- Harris Newman – mastering
- William Schmiechen – illustraties